# 森美
森美（英語：Sammy Leung Chi Kin，1973年12月3日—），本名梁志健，香港商業電台叱咤903DJ兼香港無綫電視基本合約男藝員。森美與同一電台的另一名DJ小儀是金牌司儀與主持，二人更主持不同的電視節目，當中以遊戲及綜藝節目為主。二人亦有參演不同的電影，森美更擔任過多部電影的主角，成為集播、影、視等多棲藝人。近年，森美更涉足並獨立發展其旅遊節目，跟其他藝員組成《森美旅行團》，成為該組合之隊長。2021年，森美在無綫電視音樂選秀節目《聲夢傳奇》擔任星級主持人。

## 生平

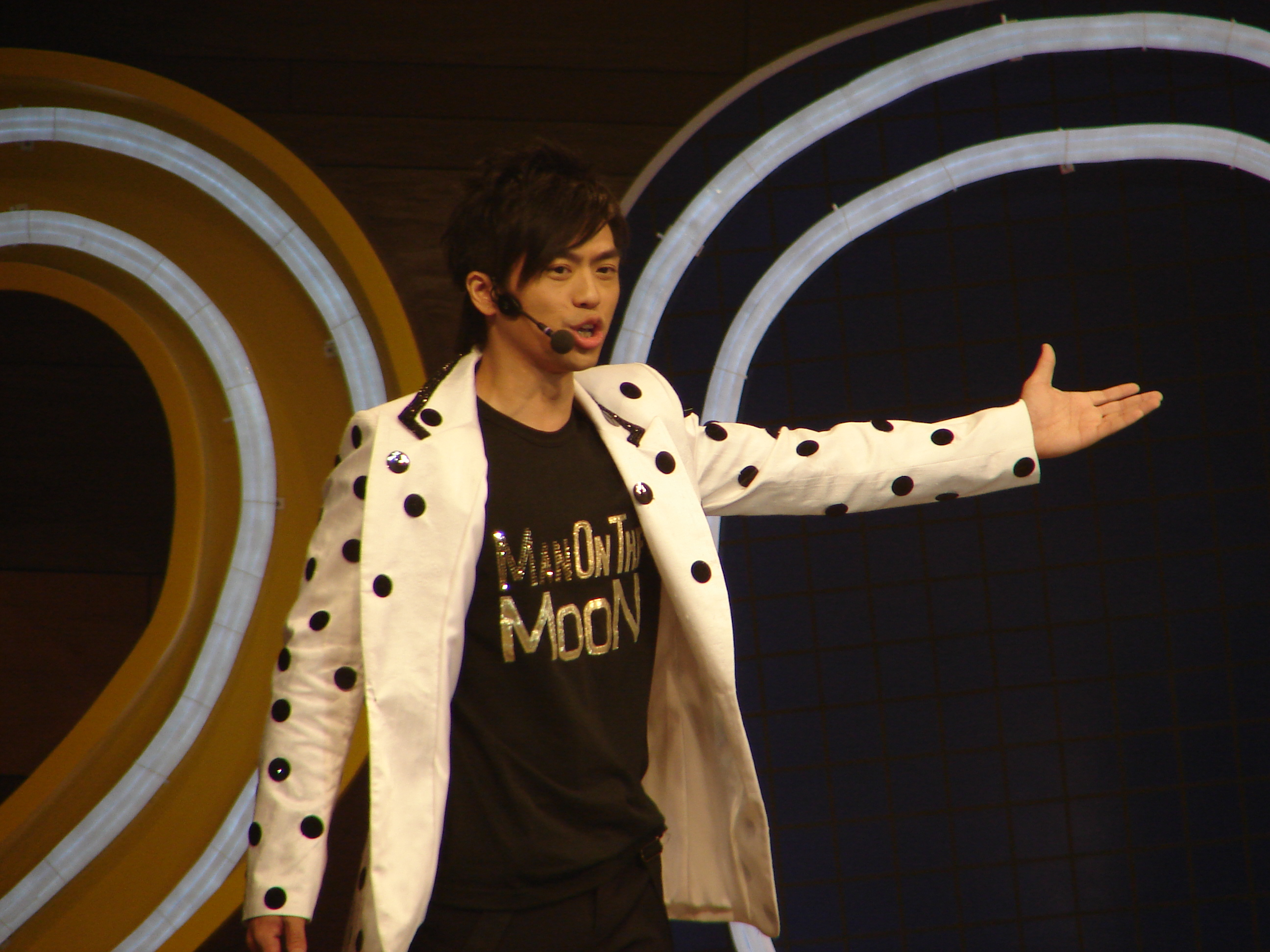
森美（2007年）

森美於葵盛西邨第五座8樓長大，母親祖籍廣東潮州，父親任職消防員，曾就讀聖方濟愛德小學，聖士提反書院(中一至中二）、喇沙書院(中三至中七)就讀，會考以25分（1A5B）畢業。他亦曾在電台節目中自稱香港中文大學校友，以及跟喇沙書院師兄孫耀威合為「中大雙雄」。1994年，他於新亞書院畢業前參加商業電台舉辦的DJ選拔比賽《叱吒殺戮新大陸》而入行，他於1996年畢業於香港中文大學新聞與傳播學院。 現居於九龍塘廣播道嘉皇臺。

## 履歷
梁志健剛入行時，商業電台幕後人員「媽咪」把他的英文名Sammy讀成森美，從此他便以「森美」作為其藝名。其首個電台節目是1995年3月26日首播的周日節目《恐怖份子》，隨後跟潘紹聰主持的平日早晨節目《青蘋果與紅提子》，以及星期六、日的節目《末日嬉戲》。1997年開始跟阮小儀（小儀）共同主持《森美變態樂園》，其後二人一直合作主持電台節目超過20年，如《森美小儀dot dot dot》、《森美小儀山寨王》、《架勢堂》及《早霸王》。2001年，森美跟Leo、細so、Marco，以及後期加入的陳強合作主持節目《森美移動》。後來，森美移動各成員在自己的節目中穩定發展，該節目於2009年10月正式解散。
由於森美與小儀的主持的電台節目粉絲眾多，二人於2000年成立粉絲會I Love SK（森美托小儀所），讓各粉絲參與森美小儀的各種活動，包括BBQ和一般聚會、探訪慈善機構、賣旗籌款等。最矚目的是一年一度通常於11月尾至12月初舉行的森美小儀生日會（Fans Club已於2011年於森美意願下停止接收新會員）。

## 簡介
由於森美畢業於香港中文大學新聞及傳播學院，他獲邀自2001年起返回母校任教電台製作，成為講師達５年之久，直至2006年因「架勢堂投票風波」請辭，自此致力於電台及幕前發展。
森美醉心於演藝事業，努力嘗試在各娛樂方面發展。由2001年起，與小儀合作成立森美小儀歌劇團，至少每年舉辦一次舞台演出，並邀請商業電台各DJ以及多位藝人參與。2008年以個人身份首次在舞台上嘗試棟篤笑表演，演出名為《金牌司儀》，及後於2011年舉行了第二次個人演出《情聖》並於2013年暑假舉行第三次個人演出《森美要滾》。除了每年親自參與舞台劇編劇、導演以及演出等工作外，森美更親自操刀設計各種歌劇團紀念品，包括T-Shirt、帽子、錶、環保袋等。
2004年，森美與金牌娛樂簽約成為旗下藝人以作多方面發展，首次擔任男主角演出電影《甜絲絲》（但實際上其首作是2001年的《4x100水著份子》，並擔當該電影男主角，但該電影並沒有於電影院正式公演，只發行VCD及DVD）。森美近年更參與非喜劇類電影的演出，如《我不賣身我賣子宮》及2007年的亞洲電影節開幕電影《七月好風》等，並且於2011年擔任福音電影《翻生奇兵》的男主角。
2006年，森美首次擔任無綫電視國際華裔小姐競選的司儀，同年3月與電台拍檔阮小儀主持綜藝節目《15/16》，憑此節目於無綫電視的《2006年度萬千星輝頒獎典禮》中勇奪得「最佳節目主持」，完成他其中一個夢想。 同年，森美在其電台節目《架勢堂》節目內舉行的遊戲環節「香港十大」選舉—「我最想非禮的香港女藝人」，由於該標題過於出位，被婦女團體指侮辱女性。事後他於商台及商台網上公開道歉，商台決定把二人停薪留職2個月，期間不可接受任何新的兼職，包括森美和小儀主持的電視遊戲節目《15/16》。

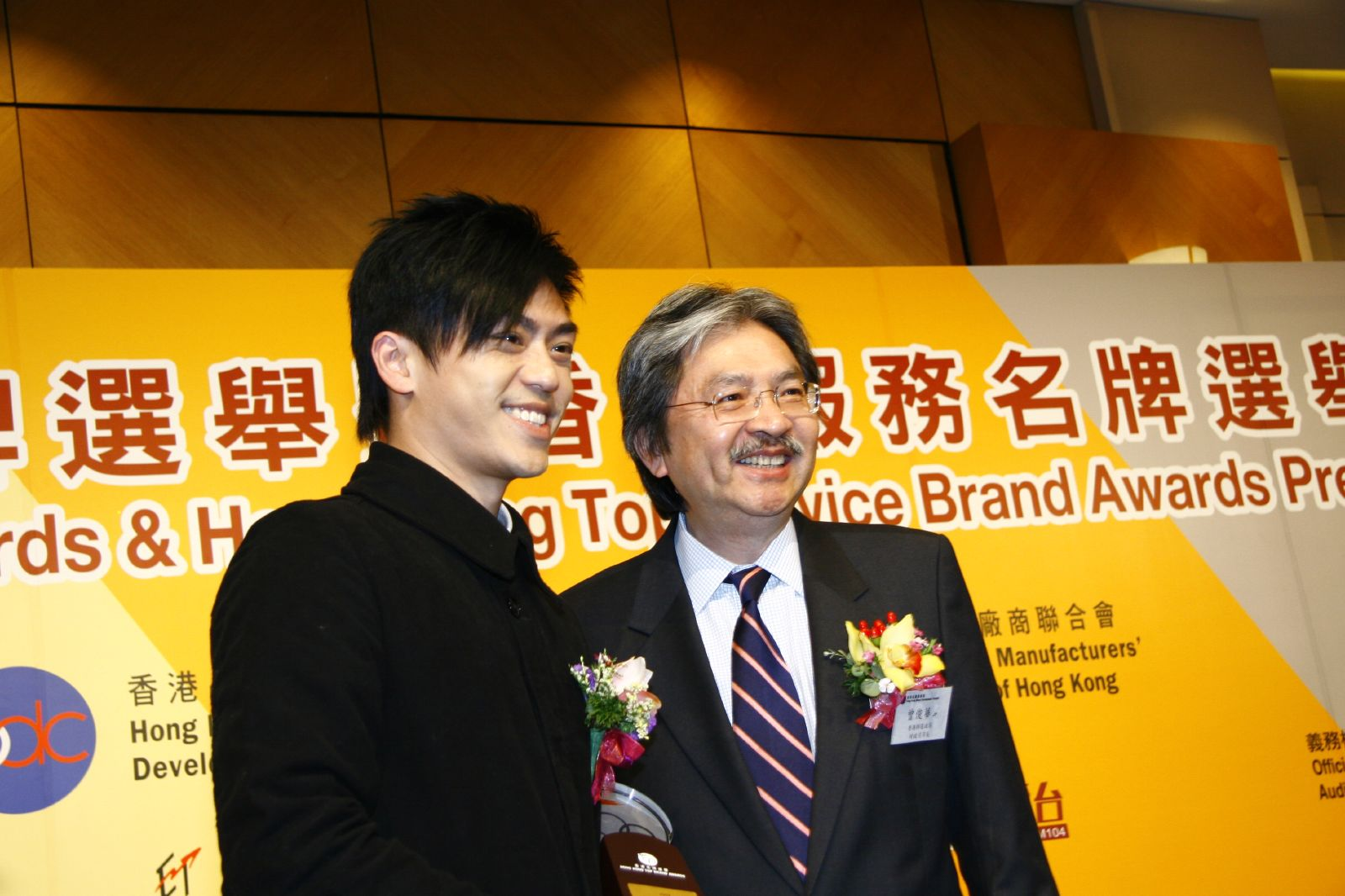
森美2010年與時任財政司司長曾俊華合照。

2009年2月4日11時44分，他於《架勢堂》節目中呼籲聽眾於維基百科中加入「森美是個靚仔」以及「森美真人靚過上鏡」，是繼卓韻芝公開談論其維基頁面應該註明為「最漂亮的女藝人」後的另一位商台主持呼籲聽眾修改其維基頁面的DJ。當時有聽眾響應加入該些內容，最後其頁面因為被人不斷的破壞，該頁面被半保護。2009年，森美於尚方文化出版社擔任社長（只在書展期間擔任），他並替多位藝人出版著作，包括王貽興、小儀、曾志偉、林以諾牧師、吳日言和少年食神Michael。森美更曾為報章與雜誌撰寫專欄，包括《成報》、《新Monday》、《Auto Express》、《Milk》和澳門出版的《力報》等等。現時正在撰寫的, 包括有《星島日報》的《公子日記》專欄（星期一至六刊出）、《明報》的《森底話》專欄（逢星期二刊出）、《Cosmopolitan》雜誌專欄以及《Beauty Exchange》網站專欄等。2009年8月-10月期間，森美與陳志雲分別代表香港商業電台及無綫電視J2台跨媒體合作節目《十人巷》，希望透過節目培訓一些擁有多種技能的藝人，令香港娛樂圈更加豐富。
2015年，森美為無綫電視的直播節目《超強選擇一分鐘》當主持，該節目首次設立全民網上投票機制，但首集直播時該全民網上投票於實行上出現機件故障。同年，森美擔任香港足球總會市務及傳訊委員會成員。
2016年，森美獲邀擔任韓星宋仲基、BIGBANG、朴寶劍及李棟旭亞洲巡迴見面會香港站的主持人。
2017年，森美獲邀擔任韓星孔劉及Wanna One香港站見面會的主持人。
2017年至2019年，森美主持無綫電視節目《森美旅行團》，該節目於《萬千星輝頒獎典禮2018》及《萬千星輝頒獎典禮2019》連續兩年奪得「最佳非戲劇節目」。
2020年，森美於無綫電視劇集《過街英雄》中飾演「唐亮星」，並憑角色入圍《萬千星輝頒獎典禮2020》「最佳男主角」及「馬來西亞最喜愛TVB男主角」。
2021年，森美主持無綫電視歌唱選秀節目《聲夢傳奇》受關注，並入圍《萬千星輝頒獎典禮2021》「最佳男主持」最後五強。2022年，森美主持無綫電視歌唱選秀節目《聲夢傳奇2》再受關注，並入圍《萬千星輝頒獎典禮2022》「最佳男主持」最後十強。

## 家庭
森美跟妻子於「叱吒殺戮新大陸」中認識，對方曾於有線兒童台及商台任職，她曾是童星，與許冠傑在1984年拍《全家福》。他於2003年已在森小報（森美小儀於商台的網誌）透露自己剛為人父，並曾於節目中談及新生命可為生活帶來喜悅。其後，他於《明報》再次公開自己家有妻兒，更說：「未結婚又點生仔呢？唔可以咁做。」他甚少提及妻子陳雅嫻（Veronica），因為對方是圈外人，這樣做是尊重她的意見，因而使外間誤會他瞞婚的事實。
2017年11月，甚少公開談論家人的森美日前訪問時，罕有地談及父母和剛赴英國升學的兒子，而訪問中亦多次落淚。他憶述身為的士司機的父親載他到喇沙書院面試的難忘片段，當日下滂沱大雨，的士竟在途中爆胎，擔心森美趕不及面試的父親情急下冒雨換車胎，頭頂紅膠袋，推車胎往附近的油站充氣，望多送兒子一段路程。而他又指兒子現居的地方位於海邊，而他當年入讀的寄宿學校亦是位處海邊，海邊正正連繫他、父親與兒子這三代人的關係，送兒子到外國升學令他體會到當時父親送他寄宿的心情。
2017年12月，畢業於喇沙書院的森美接受訪問時表示自己在屋邨長大，中三那年跟三個差不多背景的同學一起考入喇沙，最初擔心自己跟同學相處不來，但漸漸發現，不管你背景如何，貧富也好、原校升讀也好，大家都能打成一片。
2018年，森美在電視節目《森美旅行團》中因無法跟妻子一同看見迷人景致而感觸落淚。
2019年8月，他指在英國留學的兒子考獲11科「A*」的成績，指出雖然兒子在香港會考成績一般，但在英國則有較佳成績。
2021年9月，他透露於英國留學的長子梁曦樂剛在當地A-Level考獲4A*，回想大仔以前在港成績中下，如今獲得如此佳績，令他感到老懷安慰。除了大仔之外，他細女都是高才生，不過二人關係沒有以前那般親密。曾經兩父女罕有地一同參與公開活動，女兒拒絕與他合照。他接受傳媒訪問時表示那刻猶如失戀的感覺。

## 現主持電台節目
- 2009年4月27日－現在：早霸王
- 2009年12月5日－現在：公子會

## 電台節目主持
- 青蘋果與紅提子（與潘紹聰）
- 恐怖份子
- 搜尋音樂
- KPS反轉一粒鐘
- 末日嬉戲
- 不日嬉戲
- 愛上903吧
- 一切從音樂開始
- 志健美先生
- 森美心思思日記
- 森美小儀COLOR CAFE
- 森美變態樂園
- 森美小儀餓𡃁之home
- 森美小儀餓𡃁之van
- 森美小儀dot dot dot (1999/7/26-2003/2/28)
- 森美小儀山寨王 (2003/3/3-2005/1/14)
- 森美小儀山寨王 (2007/12 代替萬世巨星時段，I Love U Boyz演出艾粒舞台劇)
- 絕情谷（代替放假的節目主持人倪震）
- 嘩嘩嘩打到嚟！ 森美梁何國良 大小不良 （2004/6/28-2004/7/2）
- 森美小儀K饉40（2004/7/14-2004/9/3/ 星期一至五下午四時至六時）
- 903 傍住你放榜
- 五天精華遊 (代替放假的節目主持人卓韻芝，2007/10/15、2008/02/06、2008/02/20-2008/02/22)
- 架勢堂（2005/1/17-2009/4/24/）
  - 架勢堂森之漫游
    - 2006年  義大利 (個人旅行)
    - 2007年  
    - 2008年  阿联酋杜拜
- 森美移動 (2001/7/22-2009/7/25)
- 十人巷 (2009/8/1-2009/10/10)
- 擦聲而過的人(2009/10/24 嘉賓 小儀)

## 廣播劇
- 獨臂少年
- 來不及聽你說愛我 飾 記事簿
- 七劍 飾 楚昭南
- Model王傳奇 飾 sam sam
- 公子日記 飾 森mi
- 大衛營 飾 Pascal
- 爆籃無敵 飾 阿sam
- 奪標前傳 飾 雞毛
- 天空之王 飾 洛杉磯
- 街車王 飾 阿健
- 十九樓半的夏天 飾 梳打
- uma與neko 飾 uma
- 宇宙突擊隊之 Uma 與 Neko — 砂鍋雲吞雞 飾 uma
- 巴治奧 飾 DJ Tommy
- 仙樂都 飾 時光公司
- 鴿子園 飾 玉面虎
- 架勢堂 盤Sir解簽 飾 盤Sir (逢春節大年初三架勢堂時段內播放）
- 黃金少年 飾 發明俠／發仔
- 森之愛情
- 森之愛情Ⅱ 電燈膽 飾 梁日曦、梁月星
- 森之愛情Ⅱ 電鬚刨
- 十八樓C座 四十週年特別版（2008年7月23日）小心無良書商 飾亞森
- 最好的時光  飾 援交男
- 森美移動時段內播放
  - 《森美幻想劇》
  - 《笑談廣東話》飾 利孝和
  - 《森美移動音樂機械特勤》飾 森美隊長
- 森之聖誕
- 公子森林  飾 森公子
- 發條象の翼 飾 林欣丈夫

## 主持

### 主持節目（無綫電視）
| 年份   | 節目名稱                    | 合作主持                                                                     | 備註         |
| ------ | --------------------------- | ---------------------------------------------------------------------------- | ------------ |
| 2006年 | 15/16                       | 小儀                                                                         |              |
| 2006年 | 萬千星輝賀台慶2006          | 小儀                                                                         | 嘉賓主持     |
| 2006年 | 2006國際中華小姐競選        | 曾志偉、李浩林                                                               |              |
| 2007年 | 殘酷一叮                    | 楊千嬅                                                                       |              |
| 2007年 | 開森玩家                    | 吳日言                                                                       |              |
| 2007年 | 香港小姐奧運任務            | 小儀                                                                         |              |
| 2007年 | 2007年度香港小姐競選        | 陳百祥、曾志偉                                                               |              |
| 2007年 | 2008國際中華小姐競選        |                                                                              | 內地選區     |
| 2008年 | 2008國際中華小姐競選        | 曾志偉、胡杏兒                                                               |              |
| 2008年 | 名人飯堂                    | 小儀、吳日言、林澄光                                                         |              |
| 2008年 | 亮相                        | 小儀                                                                         |              |
| 2009年 | 霎時感動                    |                                                                              |              |
| 2009年 | 美女廚房2                   | 方力申、梁漢文                                                               | 嘉賓主持     |
| 2009年 | 無綫電視42週年台慶亮燈儀式  | 方力申、梁漢文                                                               |              |
| 2009年 | 超級巨聲                    | 劉美君                                                                       |              |
| 2009年 | 打出十人巷                  | 陳志雲                                                                       |              |
| 2009年 | 十人巷黃白大戰              | 陳志雲                                                                       |              |
| 2009年 | 超級巨聲畢業演唱會          |                                                                              |              |
| 2009年 | 千奇百趣                    | 小儀                                                                         |              |
| 2010年 | 千奇百趣香港地              | 小儀                                                                         |              |
| 2010年 | 超級巨聲2                   | 田蕊妮                                                                       |              |
| 2010年 | 千奇百趣Summer Fun          | 小儀                                                                         |              |
| 2010年 | 千奇百趣Winter Fun          | 小儀                                                                         |              |
| 2010年 | TVB全球華人新秀歌唱大賽2010 | 金剛                                                                         |              |
| 2011年 | 魔法擂台                    |                                                                              |              |
| 2011年 | 千奇百趣省港澳              | 小儀                                                                         |              |
| 2011年 | 2011年度香港小姐競選        | 曾志偉、陳百祥                                                               |              |
| 2011年 | 超級巨聲3                   | 田蕊妮                                                                       |              |
| 2012年 | 沙中奇趣新綫索              | 小儀                                                                         | 港鐵公司特約 |
| 2012年 | 千奇百趣高B班               | 小儀                                                                         |              |
| 2012年 | 千奇百趣東南亞              | 小儀                                                                         |              |
| 2012年 | 2012國際中華小姐競選        | 曾志偉、陳芷菁、歐陽靖、陳智燊                                               |              |
| 2013年 | 千奇百趣玩FREE D            | 小儀                                                                         |              |
| 2013年 | 2013國際中華小姐競選        | 曾志偉，陳敏之                                                               |              |
| 2014年 | 我要做老闆                  | 王貽興                                                                       |              |
| 2014年 | 學是學非放暑假              | 梁嘉琪、黃心穎、李佳芯、麥美恩                                               |              |
| 2014年 | 千奇百趣玩HIGH D            | 小儀                                                                         |              |
| 2014年 | 超級巨聲4                   | 張繼聰、何雁詩、譚嘉儀                                                       |              |
| 2015年 | 超強選擇1分鐘               | 錢嘉樂、黃翠如、草蜢                                                         |              |
| 2015年 | 學是學非                    | 梁嘉琪、黃心穎、李佳芯、麥美恩、湯洛雯、張秀文                               |              |
| 2015年 | 萬千星輝賀台慶2015          | 汪明荃、鄭裕玲、曾志偉、陳百祥、錢嘉樂、張繼聰、陳凱琳                       |              |
| 2015年 | 萬千星輝頒獎典禮2015        | 鄭裕玲、王祖藍                                                               |              |
| 2016年 | 學是學非                    | 梁嘉琪、黃心穎、李佳芯、麥美恩、湯洛雯、張秀文                               |              |
| 2016年 | Sunday好戲王                | 陳敏之                                                                       |              |
| 2016年 | 萬千星輝頒獎典禮2016        | 鄭裕玲、農夫                                                                 |              |
| 2017年 | 千奇百趣特工隊              | 小儀、馮盈盈、朱智贤                                                         |              |
| 2017年 | 學是學非                    | 梁嘉琪、黃心穎、麥美恩、湯洛雯、張秀文、馮盈盈、劉穎鏇、張寶兒、鄺潔楹       |              |
| 2017年 | Big Big小明星2017           |                                                                              |              |
| 2017年 | 2017年度香港小姐競選        | 麥美恩                                                                       |              |
| 2017年 | 森美旅行團                  | 高海寧、黃心穎、麥美恩                                                       | 第1輯        |
| 2018年 | 森美旅行團                  | 麥美恩、吳若希、丁子朗                                                       | 第2輯        |
| 2019年 | 娛樂大家                    | 汪明荃、余德丞、蘇永康                                                       | 第1-2輯      |
| 2019年 | 森美旅行團                  | 麥美恩、吳若希、丁子朗                                                       | 第3輯        |
| 2020年 | 娛樂大家10點半              | 汪明荃、余德丞                                                               |              |
| 2020年 | 全民開講齊抗疫              | 陳貝兒、林溥來                                                               |              |
| 2020年 | 娛樂大家                    | 汪明荃、余德丞                                                               | 第四輯       |
| 2020年 | 萬眾同心公益金              | 汪明荃、鄭裕玲、薛家燕、黎芷珊、林溥來、陸浩明、何依婷                       |              |
| 2020年 | 港姐見工有問題              |                                                                              |              |
| 2021年 | 聲夢傳奇                    |                                                                              |              |
| 2021年 | 開心大綜藝                  | 阮兆祥、林盛斌、伍詠薇、農夫、陸浩明、馮盈盈、麥美恩、方力申、江美儀、吳若希 |              |
| 2022年 | 萬千星輝頒獎典禮2021        | 鄭子誠、周奕瑋、林溥來、李思捷、森美、朱凱婷、梁芷珮、吳幸美及譚玉瑛         |              |
| 2022年 | 爭分奪秒同抗疫              | 朱凱婷                                                                       |              |
| 2022年 | 聲夢傳奇2                   |                                                                              |              |
| 2023年 | LAW霸女神                   | 戴祖儀、賴彥妤、魏韵芝、王嘉慧                                               |              |
| 2023年 | 優質服務100 Fun             | 陳敏之、阮嘉敏、關楓馨                                                       |              |
| 2023年 | 萬眾同心公益金              | 陳貝兒、周奕瑋                                                               |              |
| 2023年 | 星光熠熠耀保良              |                                                                              |              |
| 2023年 | 善心滿載仁愛堂              |                                                                              |              |
| 2024年 | HOME即是識                  |                                                                              |              |
| 2024年 | 萬眾同心公益金              | 孔德贤、梁凯晴                                                               |              |
| 2024年 | 積金無咁易?                 |                                                                              |              |
| 2024年 | 聲夢1+2                     |                                                                              |              |
| 2025年 | 今晚乜都拗                  |                                                                              |              |
| 2025年 | 萬眾同心公益金              | 陈庭欣、区永权                                                               |              |

### 見面會
| 日期             | 見面會名稱                                                                 | 藝人      | 備註 |
| ---------------- | -------------------------------------------------------------------------- | --------- | ---- |
| 2016年6月11日    | 《Song Joong Ki Asia Tour Fan Meeting in Hong Kong 2016》                  | 宋仲基    |      |
| 2016年7月22日    | 《Made V.I.P Tour》                                                        | BIGBANG   |      |
| 2016年12月17日   | 《2016-2017 Park BoGum Asia Tour Fan Meeting in Hong Kong - Oh Happy Day》 | 朴寶劍    |      |
| 2017年5月3日     | 《2017 Lee Dong Wook Asia Tour in Hong Kong - For My Dear》                | 李棟旭    |      |
| 2017年5月6日     | 《2017 Gong Yoo Live Make A Wish in Hong Kong》                            | 孔劉      |      |
| 2017年10月3－4日 | 《2017 Wanna One 1st Fan Meeting in Hong Kong》                            | Wanna One |      |
| 2017年11月19日   | 《2017 Kim Jae Joong Asia Tour Fan Meeting in Hong Kong》                  | 金在中    |      |
| 2019年3月16日    | 《2019 Park Bo Gum Asia Tour—좋은 날：May your everyday be a good day》    | 朴寶劍    |      |
| 2019年5月11日    | 《LOG INTO THE SPACE - 2019 HYUN BIN FANMEETING TOUR》                     | 炫彬      |      |
| 2023年4月29日    | 《 2023 KIM SEON HO ASIA TOUR IN HONG KONG》                               | 金宣虎    |      |

### 其他
| 年份   | 電視台         | 節目名稱                             | 合作主持       | 備註           |
| ------ | -------------- | ------------------------------------ | -------------- | -------------- |
| 2004年 | Now寬頻電視    | 《森美帶你遊花園》                   |                |                |
| 2005年 | 有線電視       | 《先睇星期四、再睇星期五》           | 吳君如         |                |
| 2008年 | 有線電視       | 《沖繩水上Free 檸鬥》                | 方力申、唐素琪 | 雀巢檸檬茶特邀 |
| 2009年 | 廣州電視       | 《9+2旅游大放送》                    |                | 嘉賓主持       |
| 2009年 | BBC World News | 《The Real-Hong Kong》               |                |                |
| 2010年 | 廣東電視台     | 《虎年群星耀珠江2010年春節聨歡晚會》 |                | 主持/表演嘉賓  |
| 2010年 | 廣州電視       | 《第十七届美在花城新星大赛总决赛》   |                | 特邀主持       |

## 司儀
| 年份           | 活動名稱                                 | 合作司儀       | 備註 |
| -------------- | ---------------------------------------- | -------------- | ---- |
| 2014年12月6日  | 機電嘉年華2014                           |                |      |
| 2017年3月11日  | ERB學員服務日2017                        | 小儀           |      |
| 2017年5月14日  | 藍十字保險2017 亞洲劍擊錦標賽啟動禮      |                |      |
| 2017年5月24日  | 《葡東葡西》樂遊澳門啟動儀式             | 岑麗香         |      |
| 2017年6月4日   | 香港美容化妝及秀身展2017                 |                |      |
| 2017年11月22日 | Twinkle Christmas揭幕禮                  | 黃心穎、黃心美 |      |
| 2017年11月26日 | 停止餵飼顯愛心嘉年華                     |                |      |
| 2017年12月2日  | 第七屆澳門購物節啟動禮                   |                |      |
| 2017年12月6日  | 信德中心x B.Duck 閃爍聖誕                | 李澄           |      |
| 2018年1月20日  | 機電嘉年華2018                           |                |      |
| 2018年5月4日   | ICBC LINE FRIENDS 信用卡                 |                |      |
| 2018年5月12日  | 盛湯廚房                                 |                |      |
| 2018年6月5日   | 海洋公園保育基金「無飲管運動」啟動禮     | 陳敏之         |      |
| 2018年7月7日   | 2016-2018 可持續發展學校獎勵計劃頒獎典禮 |                |      |
| 2018年7月7日   | 油街大戲院彩色青春電影派對               |                |      |
| 2018年10月13日 | 感受澳門無限式嘉年華                     |                |      |

## 電視劇
| 年份               | 名稱               | 角色                                                        | 性质       |
| ------------------ | ------------------ | ----------------------------------------------------------- | ---------- |
| 2002年             | 百份百感覺         | Edward                                                      | 客串       |
| 2004年             | 當四葉草碰上劍尖時 | 小販                                                        | 客串       |
| 2007年             | 森之愛情           | 正恆/明東/阿星/阿恆/阿朗/梁醫生/阿森/Sammy/阿峰/梁嘉樂/阿傑 | 第一男主角 |
| 2012年             | 法網狙擊           | 甘波地/許漢森                                               | 第二男主角 |
| 2017年             | 誇世代             | 古天諾                                                      | 第六男主角 |
| 2019年（海外首播） | 過街英雄           | 唐亮星                                                      | 第一男主角 |
| 2020年（香港首播） | 過街英雄           | 唐亮星                                                      | 第一男主角 |
| 2022年（J2首播）   | 凶宅清潔師         | 羅曌                                                        | 客串       |

## 電影
| 年份   | 名稱                        | 角色               | 導演           | 備註     |
| ------ | --------------------------- | ------------------ | -------------- | -------- |
| 1996年 | 飛虎雄心2之傲氣比天高       | Sammy              | 劉偉強         |          |
| 1996年 | 百分百感覺                  | Jerry同事          | 马伟豪         | 客串     |
| 1998年 | 熱血最強                    | 戲院顧客           | 梁柏堅         | 客串     |
| 1998年 | 天旋地恋                    | Sammy              | 林超贤         | 客串     |
| 1999年 | 玻璃樽                      | 工廠員工           | 谷德昭         | 客串     |
| 2000年 | Bad Boy特攻                 | 森美               | 葉偉民         | 客串     |
| 2001年 | 百分百感覺2                 | Jerry好友          | 馬偉豪         |          |
| 2001年 | 玉女添丁                    | Sam                | 馬偉豪、麥啟光 |          |
| 2001年 | 同居蜜友                    | Kelvin             | 馬偉豪         | 客串     |
| 2001年 | 4x100水著份子               | 余錦基（魚仔）     | 叶伟信、邹凯光 |          |
| 2002年 | 新紮師妹                    | Over               | 馬偉豪         |          |
| 2002年 | 放工前                      | Marco              |                | 實掂電影 |
| 2003年 | 行運超人                    | 阿炳               | 谷德昭         |          |
| 2003年 | 絕種好男人                  | 乞兒               | 王晶           |          |
| 2003年 | 六樓後座                    | 美顏寶             | 黃真真         |          |
| 2003年 | 新紮師妹2美麗任務           | Over               | 馬偉豪         |          |
| 2003年 | 地下鐵                      | 阿朗               | 馬偉豪         |          |
| 2004年 | 甜絲絲                      | 羅二娣             | 葉念琛         |          |
| 2004年 | 我要做Model                 | 范特西             | 谷德昭         |          |
| 2005年 | 雀聖2自摸天后               | 朗拿顛奴（顛奴哥） | 王晶           |          |
| 2005年 | 非常青春期                  | 世雄               | 罗守耀         |          |
| 2006年 | 新紮師妹3                   | Over               | 馬偉豪         |          |
| 2006年 | 鬼眼刑警                    | 抽水強             | 霍耀良         |          |
| 2006年 | 爱上尸新娘                  | 口水泉             | 霍耀良         | 霍耀良   |
| 2006年 | 野蠻秘笈                    | 金擁               | 王晶、錢國偉   |          |
| 2007年 | 甜心粉絲王                  | 李痴琛（Sampson）  | 葛民輝         |          |
| 2007年 | 十分愛                      | 志榮               | 葉念琛         |          |
| 2007年 | 醒獅                        | 油占多             | 吳鎮宇、麥子善 | 客串     |
| 2007年 | 雀圣3：自摸三百番           | 奸爸爹             | 林子皓         |          |
| 2007年 | 七月好風                    | 大頭               | 谭国明         |          |
| 2007年 | 戲王之王                    | 三级片导演         | 陳慶嘉、梁柏堅 | 客串     |
| 2008年 | 我的最愛                    | 輝                 | 葉念琛         |          |
| 2008年 | 絕代雙嬌                    | 徐少強             | 葉念琛         |          |
| 2008年 | 性工作者2 我不賣身·我賣子宮 | 阿志               | 邱禮濤         |          |
| 2008年 | 狼牙                        | 泰山               | 吳京、李忠志   |          |
| 2008年 | 六樓后座2家屬謝禮           | 美顏寶             | 黃真真         | 客串     |
| 2009年 | 保持愛你                    | 輝                 | 葉念琛         |          |
| 2010年 | 美麗密令                    | 錢小威             | 王晶           |          |
| 2010年 | 大話天仙                    | 藥店老闆           | 劉鎮偉         |          |
| 2011年 | 猛鬼愛情故事                | 紙紮公仔           | 王晶、葉念琛   |          |
| 2011年 | 翻生奇兵                    | 許文強             | 关信辉         |          |
| 2012年 | 等我愛你                    | 大啤               | 火火           |          |
| 2014年 | 奇緣灰姑娘                  | 甘正一             | 許樹寧         |          |
| 2015年 | 五個小孩的校長              | 錢寶宜（Bowie）    | 關信輝         |          |
| 2017年 | 春嬌救志明                  | Ben                | 彭浩翔         | 客串     |
| 2017年 | 喵星人                      |                    | 陳木勝         | 旁白     |
| 2017年 | 女士復仇                    |                    | 火火           |          |

## 配音
- 動畫
  - 頭文字D　x　街車王 (阿健)
  - 四條腿拯救隊
  - 鯊膽大話王 聲演 奧斯卡
  - 怪獸公司 聲演 米高（大眼仔）
  - 露寶治的世界
  - 忍者龜
  - 猩戰前傳
  - 人狼
  - 史力加萬歲萬萬歲聲演 侏儒怪
  - 森美海底歷險聲演 森美
  - 森美海底歷險 II聲演 森美
  - 火雞反擊戰 聲演 大隻積
- 電影
  - 反斗神偷
  - 小鞋子
  - Rush Hour 2 聲演 旁白DJ（自己）
  - 比得兔聲演比得兔
  - 烈火少女 聲演 尚盧倫
- 其他
  - 粉紅救兵 聲演 旁白（電視節目）
  - 跑Online 聲演 納魯西斯(Online Game)
  - 謎(2009)聲演 謎之聲音(旁白)（電視節目）
  - 東遊記Online

## 舞台劇

### 森美小儀歌劇團
| 年份   | 舞台劇名稱 |
| ------ | --- |
| 2001年 | 《很長的good morning miss》 |
|        | 《十九樓半的夏天》 飾 梳打 |
|        | 《有怪莫怪的世界》 |
| 2002年 | 《流星級的演唱會》 飾 冬音宮 |
|        | 《奪標》 飾 雞毛 |
| 2003年 | 《大衛營》 飾 保羅/紐曼 |
| 2004年 | 《早安啊!曼克頓》 飾 森姆 |
| 2005年 | 《亞卡比槍擊事件》 飾 藍芽 |
| 2006年 | 《Big Nose》 飾 貂鼠人 |
| 2007年 | 《LoKamochi Mamiba》 飾 森莫問 |
| 2008年 | 《小孖俠》 飾 小旋風 |
| 2009年 | 《加樽抽》 飾 樽頸偉/樽老太/樽子小姐 - 限量紀念品包括：樽家鐵板2010年曆、樽家卷（蛋卷）、T-Shirt、電話繩（樽家豉油、祝君早安毛巾）。 |
| 2010年 | 《Prison De Ballet》 飾 阿King |

## 棟篤笑
- 2007年 林以諾牧師大型棟篤笑音樂佈道會YEAH SHOW 2007 你愛知· 吾愛知 (香港、澳門及澳洲) (表演嘉賓)
- 2008年 林以諾牧師大型棟篤笑音樂佈道會YEAH SHOW 2008 唔生唔死 (表演嘉賓)
- 2008年 王菀之我來自火星演唱會 (表演嘉賓)
- 2008年  金牌司儀 The Show Must Go Wrong
- 2009年4月26日 Sunday Spiritual Rock the Church [16](表演嘉賓)
- 2009年  林以諾牧師大型棟篤笑音樂佈道會YEAH SHOW 2009 世界變 (表演嘉賓)
- 2010年  林以諾牧師大型棟篤笑音樂佈道會YEAH SHOW 2010 好誘心 (表演嘉賓)
- 2011年　情聖 Love Master
- 2011年  林以諾牧師大型棟篤笑音樂佈道會YEAH SHOW 2011 人都癲 (表演嘉賓)
- 2012年  林以諾牧師大型棟篤笑音樂佈道會YEAH SHOW 2012 冇有怕 (表演嘉賓)
- 2013年　安達人壽呈獻：森美要滾
- 2013年  林以諾牧師大型棟篤笑音樂佈道會YEAH SHOW 2013 不知所謂！不知所為？(香港站、澳洲悉尼站、澳洲墨爾本站、馬來西亞怡保站及吉隆坡站) (表演嘉賓)

## 嘉賓
2005年
- 於薛凱琪《加州紅903熱火樂團個人音樂會》任表演嘉賓

2007年
- 聯同森美移動成員及薛凱琪於《903 id club 音樂游擊 第一場》演出

2008年
- 於吳雨霏《Lady K Live 2008》演唱會任表演嘉賓

2009年
- 獲【BBC】邀請任《The Real...》節目主持
- 於《黐膠花園》任表演嘉賓
- 於關心妍《Shining as Star 妍亮生命音樂佈道會》任表演嘉賓
- 於傅穎《安信x 傅穎音樂會》任表演嘉賓

2010年
- 獲邀為愛滋病基金會錄唱主題曲及於《與愛同行 – 全球同抗愛滋病運動2010》活動上獻唱

2013年
- 於《Hardpack光榮退役Never Be The Same專輯發佈會》任表演嘉賓
- 獲邀到溫哥華任溫哥華台灣節主持

2017年
- 於《香港福音盛會2017(中學生場)》任見證分享嘉賓

| 年份           | 活動名稱                                                      |
| -------------- | ------------------------------------------------------------- |
| 2018年6月30日  | 創出新『你』程：啟航，向升學及擇業出發                        |
| 2018年7月22日  | 吉隆坡市中心品牌豪宅YOO8置磚講座                              |
| 2018年10月7日  | 100分父母 2018親子日                                          |
| 2018年10月19日 | 精明旅遊嘉年華2018                                            |
| 2018年10月20日 | 恒生－YMCA快樂『球』學計劃」2017-2018年度結業禮暨氣球藝術比賽 |

## 唱片
- 2001年：十九樓半的夏天（舞台劇原聲大碟）
- 2002年：奪標（舞台劇原聲大碟）
- 2003年：大衛營（舞台劇原聲大碟）（非賣品）
- 2005年：亞卡比槍擊事件（舞台劇原聲大碟）
- 2007年：Don't Be Scared（森美移動）（Silly Thing發行）
- 2008年：森美金牌司儀 The Show Must Go Wrong CD Single

## 單曲

### 電视剧歌曲
- 2007年7月：八月的蝴蝶（森之愛情主題曲）
- 2012年12月：疑幻人生（電視劇法網狙擊主題曲）

### 電影歌曲
- 2011年10月：在這世界看不夠（電影翻生奇兵主題曲）

### 其他
- 2007年9月：Lokamochi Mamiba（森美小儀歌劇團2007 Lokamochi Mamiba主題曲）
- 2008年3月：金牌司儀（森美金牌司儀 The Show Must Go Wrong主題曲）
- 2008年4月：Never Say Kai（森美移動音樂機械特勤主題曲）
- 2008年9月：小孖俠（森美小儀歌劇團2008 小孖俠主題曲）
- 2009年5月：早霸王（早霸王主題曲 featuring）
- 2009年10月：家春秋（森美小儀歌劇團2009 家樽抽主題曲）
- 2010年7月：Cat King（森美小儀歌劇團2010 Prison De Ballet主題曲）
- 2010年8月：又係時候講Bye Bye（森美小儀歌劇團2010 Prison De Ballet主題曲）
- 2013年5月：森美無滾（個人棟篤笑演出森美要滾主題曲）

## 創作

### 作曲
- 2008年3月：森美金牌司儀 The Show Must Go Wrong 愛之歌

## 派台歌曲成績（2000年起）
| 派台歌曲成績    | 派台歌曲成績      | 派台歌曲成績 | 派台歌曲成績 | 派台歌曲成績 | 派台歌曲成績 | 派台歌曲成績                             |
| --------------- | ----------------- | ------------ | ------------ | ------------ | ------------ | ---------------------------------------- |
| 唱片            | 歌曲              | 903          | RTHK         | 997          | TVB          | 備註                                     |
| 1999年          |                   |              |              |              |              |                                          |
| Pop 巨星聯盟2   | 熱熱地飛          | 1            | -            | -            | -            | 群星合唱                                 |
| 2000年          |                   |              |              |              |              |                                          |
| 12夜12首        | Namasgar你好嗎?   | (1)          | -            | -            | -            | 陳奕迅、楊千嬅、Mini合唱                 |
| 2001年          |                   |              |              |              |              |                                          |
|                 | 大明星            | 8            | -            | -            | -            | 小儀合唱                                 |
|                 | 十九樓半的夏天    | 1            | -            | -            | -            | 梁漢文、何韻詩、小儀合唱                 |
|                 | 十九樓的另一半    | 6            | -            | -            | -            | 梁漢文、何韻詩、小儀合唱                 |
|                 | 怪乖              | 10           | -            | -            | -            | 小儀、方力申、李彩樺、楊千嬅合唱         |
| 2002年          |                   |              |              |              |              |                                          |
| 奪鏢            | 奪鏢              | 2            | -            | -            | -            | 許志安、鄧健泓、方力申、李彩樺、小儀合唱 |
|                 | 波多嚟密啲手      | 11           | -            | -            | -            | 903 DJ合唱                               |
| 奪鏢            | 乞丐王子          | 1            | -            | -            | -            | 許志安、小儀合唱                         |
| 奪鏢            | 如果我先死        | 18           | -            | -            | -            |                                          |
| 2004年          |                   |              |              |              |              |                                          |
|                 | 曼克頓之星        | 15           | -            | -            | -            | 何韻詩、梁漢文、小儀合唱                 |
| 2005年          |                   |              |              |              |              |                                          |
| 亞卡比槍擊事件  | 愛情萬歲          | 3            | -            | -            | -            | 薛凱琪合唱                               |
| 亞卡比槍擊事件  | 凡士達少年        | 11           | -            | -            | -            | 薛凱琪、吳雨霏、小儀合唱                 |
| 2006年          |                   |              |              |              |              |                                          |
| 情意結          | Big Hug           | 3            | -            | -            | -            | Featuring 小儀/903 DJs                   |
| 2007年          |                   |              |              |              |              |                                          |
| Don't be scared | 四仔              | 2            | -            | -            | 8            | 森美移動合唱                             |
| Don't be scared | 點解你唔郁        | 3            | -            | -            | -            | 森美移動合唱                             |
| Don't be scared | 健美先生          | 12           | -            | -            | -            | 森美移動合唱                             |
|                 | Lokamochi Mamiba  | 2            | -            | -            | -            | 小儀合唱                                 |
|                 | 八月的蝴蝶        | 14           | -            | -            | -            |                                          |
| 2008年          |                   |              |              |              |              |                                          |
|                 | 金牌司儀          | 2            | -            | -            | -            |                                          |
|                 | Never Say Kai     | 2            | -            | -            | -            | 森美移動合唱                             |
|                 | 小孖俠            | 2            | -            | -            | -            | 小儀合唱                                 |
| 2009年          |                   |              |              |              |              |                                          |
|                 | 家春秋            | 2            | -            | -            | -            | 小儀合唱                                 |
| 2010年          |                   |              |              |              |              |                                          |
|                 | Cat King          | 9            | -            | -            | -            | Featuring小儀&903 DJs                    |
|                 | 又係時候講Bye Bye | 15           | -            | -            | -            | Featuring小儀&903 DJs                    |
| 2011年          |                   |              |              |              |              |                                          |
|                 | 小牛加油          | 10           | -            | -            | -            | 903 DJ合唱 Featuring the Island          |
|                 | 以為自己係情聖    | 14           | -            | -            | -            |                                          |
|                 | 烏鴉              | 20           | -            | -            | -            | Hardpack合唱                             |
| 2012年          |                   |              |              |              |              |                                          |
| 天愛4           | 在這世界看不夠    | -            | -            | -            | -            | 福音電影《翻生奇兵》主題曲               |
|                 | 疑幻人生          | -            | -            | -            | -            | 謝天華合唱 無綫電視劇《法網狙擊》主題曲  |
| 2013年          |                   |              |              |              |              |                                          |
|                 | 森美無滾          | 2            | -            | -            | -            | Talk Show《森美要滾》宣傳曲              |
|                 | Let's Fly Away    | -            | -            | -            | -            | 群星合唱                                 |
| 2022年          |                   |              |              |              |              |                                          |
|                 | Ball! My Name     | 2            | -            | -            | -            | 903 DJ合唱                               |

| 各台冠軍歌總數 | 各台冠軍歌總數 | 各台冠軍歌總數 | 各台冠軍歌總數 | 各台冠軍歌總數    |          |
| -------------- | -------------- | -------------- | -------------- | ----------------- | -------- |
| 903            | RTHK           | 997            | TVB            | 備註              | 備註     |
| 4              | 0              | 0              | 0              | 四台冠軍歌總數：0 |          |
| 5              | 0              | 0              | 0              | 冠軍週數          | 冠軍週數 |

- 上榜中（*）

## 書籍作品
2002年
- 街車王廣播劇劇本
- 森美小儀sketch book 1
- 森美小儀sketch book 2

2003年
- 森美小儀03事典
- 大衛營廣播劇劇本

2004年
- 爆男無敵廣播劇劇本
- 公子日記廣播劇劇本
- 森美移動—量產型大圖鑑

2007年
- 森之愛情

2008年
- 森之詩集 陰晴筆定

2009年
- 森之詩集II 月光錯過了的角落
- 森之相集 欠她一只雞蛋

2011年
- 來！戀愛大作戰！

2012年
- 愛情是 7 / 26 的人生

2013年
- 逗你笑，找死？
- 請聽我的腹肌懺悔
- 公子森林廣播劇劇本

2014年
- 起來做個大男人

2015年
- 當大雄沒有了叮噹

2016年
- Mean得有道理
- 每個人心裏都有把愛情尺

2017年
- 做魚毛都要做得享受
- 暖男之規條
- 提早跟孩子做朋友

2018年
- 豬一樣的隊友

## 曾獲獎項
| 年份   | 獎項                                                                                    | 頒發機構                             |
| ------ | --------------------------------------------------------------------------------------- | ------------------------------------ |
| 1992年 | 劍擊比賽團體花劍項目金牌                                                                | 日本近畿高等學校體育聯盟             |
|        | 劍擊比賽個人重劍項目銅牌                                                                | 日本近畿高等學校體育聯盟             |
| 1994年 | 嘉士伯流行音樂節 – 最佳原創歌曲獎」 (森美為樂隊Siren主音, 得獎歌曲：Convict Says Flush) | 通利琴行及嘉士伯                     |
| 2001年 | 最受16-25歲年青人歡迎DJ獎                                                               |                                      |
| 2004年 | 至尊人氣DJ王                                                                            | 新傳媒集團                           |
| 2006年 | 最佳節目主持《15/16》                                                                   | 無綫電視廣播有限公司萬千星輝頒獎典禮 |
|        | 演藝家年獎 - 我最喜愛DJ金獎                                                             | 新傳媒集團                           |
| 2007年 | 2006年度金棒奬 - 電台/廣播最傑出藝人                                                    | 香港演藝人協會                       |
|        | 壹電視大獎 - 最有前途男藝人                                                             | 壹傳媒                               |
|        | Touch Icon                                                                              | 星島新聞集團                         |
| 2008年 | Touch Icon                                                                              | 星島新聞集團                         |
| 2009年 | 風采主持 - 最具個性主持奬                                                               | 第十五屆上海電視節                   |
|        | 十大品牌代言人 (代言品牌：維新烏絲素)                                                   | 南華傳媒集團                         |
| 2010年 | Touch Icon                                                                              | 星島新聞集團                         |
| 2011年 | 旭茉Jessica Run 2011名人挑戰賽冠軍                                                      | 南華傳媒集團                         |
|        | 十大健康之星                                                                            | 壹傳媒                               |
| 2013年 | 最受歡迎企業活動司儀大獎                                                                | 大舞臺及南華傳媒集團                 |
|        | 您想綠色生活大獎 – 最喜愛的綠色藝人                                                     | 香港經濟日報集團                     |
|        | 維特健靈慈善單車馬拉松（名人組）冠軍                                                    | 維特健靈健康產品有限公司             |
| 2014年 | 十大健康之星                                                                            | 壹傳媒                               |
| 2015年 | 最值得信賴的娛樂/綜藝電視節目主持人                                                     | 讀書文摘                             |
|        | 維特健靈慈善單車馬拉松（名人接力賽）亞軍                                                | 維特健靈健康產品有限公司             |
| 2016年 | 維特健靈慈善單車馬拉松（名人接力賽）冠軍                                                | 維特健靈健康產品有限公司             |

## 備註
1. ↑   (PDF). 明報. 2019年5月: 3-5  [2020-05-08]. （原始内容存档 (PDF)于2020-04-13）.
2. ↑  . 壹週刊.   [2020-05-16]. 原始内容存档于2020-05-16.
3. ↑  . 東周刊.   [2020-05-16]. 原始内容存档于2020-05-16.
4. ↑  . 壹週刊.   [2020-05-16]. 原始内容存档于2020-05-16.
5. ↑  . 蘋果日報.   [2020-05-16]. （原始内容存档于2020-05-16）.
6. 1 2 3  J2，My Name is 邦 2009-08-13  （页面存档备份，存于）
7. ↑  J2，My Name is 邦 2009-08-12 .   [2009-08-21]. （原始内容存档于2009-08-22）.
8. ↑  參見架勢堂「我最想非禮的香港女藝人」投票風波
9. ↑  My903 forum，早霸王  [永久]
10. ↑  香港足總網頁 （页面存档备份，存于） 香港足總網頁
11. ↑  . mpweekly.com. 2017-11-18  [2019-08-26]. （原始内容存档于2019-08-26）.
12. ↑  .   [2017-12-27]. （原始内容存档于2017-12-27）.
13. ↑  . on.cc東網. 2018-12-16  [2019-07-09]. （原始内容存档于2019-07-09）.
14. ↑  . 東網. 2019-08-26  [2019-08-26]. （原始内容存档于2019-08-26）.
15. ↑  my903 forum，加樽抽限量product  （页面存档备份，存于）
16. ↑  ，Sunday Spiritual Rock the Church[永久]

## 外部連結
- 商業電台主持簡介－森美（页面存档备份，存于）
- 森美的Facebook專頁
- YouTube上的903sammy頻道（由2009年6月20日啟用）
- 土豆網上的「903sammy」频道（由2009年6月20日啟用）
- 森美的Instagram帳戶
- 森美微博（页面存档备份，存于）